# Factor de Kell
El factor de Kell és un paràmetre utilitzat per determinar la definició vertical (o també anomenada resolució vertical) efectiva d'una pantalla de televisió. Diverses raons relacionades amb l'adquisició i presentació d'imatges en sistemes analògics de televisió tradicionals, com el PAL (que fa servir 625 línies totals i 576 actives) fan que no es puguin representar en pantalla exactament 576 línies horitzontals. Empíricament la pèrdua de resolució deguda a aquests efectes s'agrupa i es quantifica en el factor de Kell.
En els sistemes d'exploració entrellaçada el factor de Kell és de 0,7 i en els sistemes d'exploració progressiva és de 0,9. En NTSC, també conegut com a 480i, s'utilitza un sistema d'exploració de 525 línies totals i 480 línies actives (les que hi caben en pantalla), doncs 45 línies, que no són visibles, s'utilitzen per a l'esborrat. Per tant, en NTSC l'espectador tan sols percep 336 línies.
Aquest factor pot ser superior a 0,9, quan es tracta d'exploració de píxels (per exemple en càmeres CCD o CMOS) i quan es tracta de per exemple pantalles LCD o plasma.

## Descripció tècnica

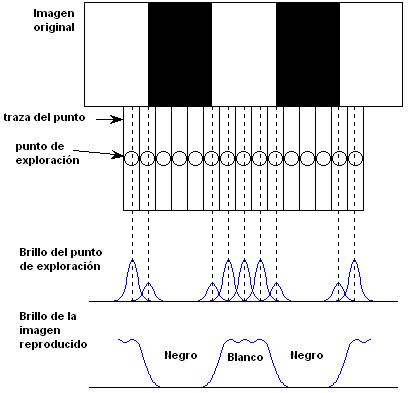
Figura 1

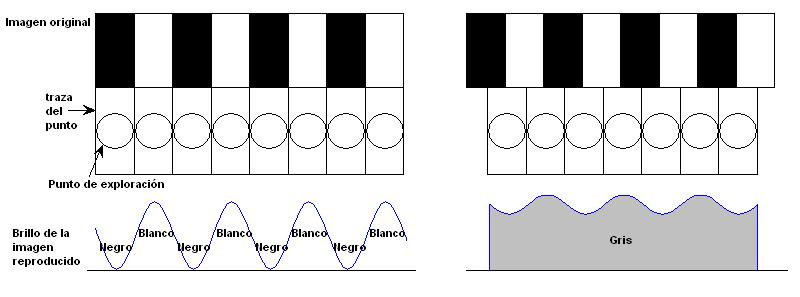
Figura 2

Idealment, una estructura d'exploració de Nv línies verticals hauria de representar una freqüència màxima vertical de Nv/2 cph. Però la definició vertical real és més reduïda degut a petits desalineaments (solapaments i espaiats entre línies) a conseqüència de l'exploració i adquisició de la imatge. Pel que la definició vertical es calcula com:
{\displaystyle D_{V}=k{\frac {N_{V}}{2}}(cph)}
En la pràctica el factor de Kell es mesura com el nombre màxim de línies horitzontals que poden ser visualitzades dividit per la meitat del nombre actiu de línies:
{\displaystyle k={\frac {N_{\mbox{Hvisualitzades}}}{N_{\mbox{AL}}/2}}}
La figura 1 il·lustra la combinació dels efectes deguts a la càmera i a la forma del punt d'exploració del CRT i la resolució vertical de la imatge de televisió. És evident que com major sigui el nombre de línies d'exploració, millor serà la qualitat de la imatge reproduïda.
La resolució vertical evidentment, no pot excedir del nombre de línies actives. Però podria igualar-se si es tractarà d'un cas ideal, a continuació es mostra un cas ideal quan el nombre de línies actives és igual al nombre de detalls verticals de la imatge (a l'esquerra de la figura 2). Amb càmeres que generin aquests senyals és pràcticament impossible d'assolir perquè no hi ha manera de garantir que els detalls estiguin totalment alineats constantment amb l'estructura del punt d'exploració.
La major part de les vegades, el punt abastarà diversos detalls de la imatge, fet del que resultarà una pèrdua de la resolució vertical (a la dreta de la figura 2). El factor de Kell només expressa aquesta incertesa de la resolució vertical.

## Exemples
- Una imatge d'un sistema de televisió analògic de 625 línies (per exemple PAL) 50 Hz) es divideix en 576 línies visibles de dalt a baix. Si es tractara d'una imatge composta per una sèrie de línies horitzontals blanques i negres alternadament, la definició vertical efectiva del sistema de TV és igual al major nombre de ratlles que poden estar dins de l'alçada de la imatge i apareixen com ratlles individuals. Donat que és poc probable que les ratlles de la càmera s'alineïn perfectament amb les línies del sensor, el nombre de línies és lleugerament inferior a 576. Fent servir un factor de Kell de 0,7, la resolució es pot determinar com 0,7 × 576 = 403,2 línies de la resolució.

- El factor de Kell pot ser utilitzat per determinar la resolució horitzontal que cal perquè coincideixi amb la resolució vertical aconseguida per a un nombre determinat de línies d'exploració. Per a un sistema de 576 línies i 50 Hz, donada la seva relació d'aspecte 4:3, la resolució horitzontal requerida deu ser de 4/3 vegades la resolució vertical efectiva, o (4 / 3) × 0,7 × 576 = 537,6 línies de resolució. De manera que 537,6 línies equivalen a (537,6 / 2) 268,8 cicles i donat que aquest sistema té un període de línia activa de 52μs, el seu senyal de luminància requereix una amplada de banda de 268,8/52 = 5,17 MHz.

- El factor de Kell s'aplica igualment a dispositius digitals. Utilitzant un factor de Kell de 0,9, un sistema de vídeo HDTV 1080p, una càmera CCD i una pantalla LCD tindrà 1,728 × 972 línies de resolució.

## Història
En els Estats Units, en 1933, RCA havia desenvolupat un sistema totalment electrònic de 180 línies d'exploració progressiva i de 24 camps per segon. En un document publicat en 1934 per Actuacions de l'Institut de Ràdio Enginyers de RCA, R.D. Kell, A.V. Bedford y M.A. Trainer van desenvolupar una instal·lació experimental de televisió.
Mentre experimentaven amb diferents tipus d'imatges estàtiques que contenien cada cop més sectors de detall horitzontal i vertical, es van adonar que la resolució espacial gairebé mai no igualava el nombre de línies actives. Es va determinar que, estadísticament, la resolució vertical equivalia al 64% del nombre de línies actives. Per aconseguir la resolució vertical desitjada, el nombre de línies d'exploració es va incrementar a 240, que va resultar en una amplada de banda de 600 kHz. La xifra fou de 0,64 i es va anomenar factor K, més tard va ser arrodonit a 0,7. Finalment es va anomenar factor de Kell, tot i que, de la mateixa manera, es podria haver anomenat factor Bedford o factor Trainer.
Diversos escriptors van descriure diferents valors numèrics per al factor de Kell. Les variacions d'una font a l'altra són atribuïbles probablement a diferències en la imatge dels sistemes de visualització utilitzats per diferents observadors, així com l'apreciació subjectiva de la qualitat de la imatge. Es pot observar en la taula següent:
| Font                              | factor de Kell | factor de Kell |
| --------------------------------- | -------------- | -------------- |
| Kell, Bedford y Trainer (1934)    | 0,64           |                |
| Mertz y Gray (1934)               | 0,53           |                |
| Wheeler y Loughren (1938)         | 0,71           |                |
| Wilson (1938)                     | 0,82           |                |
| Kell, Bedford y Fredendall (1940) | 0,85           |                |
| Baldwin (1940)                    | 0,70           |                |

És interessant observar que el concepte del factor de Kell va ser inicialment relacionat amb l'exploració progressiva simplement perquè l'exploració entrellaçada encara no s'havia inventat. Per tant, el factor de Kell simplement reflecteix la combinació càmera / CRT / ambigüitats de la pantalla, que afecten igualment als formats d'exploració progressiu i entrellaçat.